# 스타게이트 프로젝트
스타게이트 프로젝트(영어: Stargate Project)란 미국에서 초능력자들을 이용하여 군사 목적에 사용하였던 프로젝트를 말한다. 이 비밀 프로젝트는 미국 육군 대령을 지낸 조셉 맥모니글(Joseph McMoneagle)의 폭로로 인해 알려지게 되었다. 멀리 있는 물체 등을 볼 수 있는 '리모트 뷰잉'이 대표적이다.

## 결성
1945년 버지니아주 공병사령부 기술 개발 연구소는 2차 세계대전 당시 독일 군견 세퍼트들이 보이지 않거나 냄새를 맡을 수 없는 수중 지뢰까지 잘 탐지하는 능력에 주목하여 초심리학 분야의 전문가인 조셉 뱅스 라인(Joseph Banks Rhine)에게 이를 의뢰하였다. 조셉 라인은 군견들이 탐지를 잘 하는 이유가 초감각 능력 때문이라는 사실을 알아내었다. 미국은 이 개들과 다른 동물들에게서 초능력이 있음을 확인한 뒤, '센터레인'이라는 비밀 프로젝트를 가동하였다. 이 프로젝트에는 동물의 초감각 능력을 인간의 초능력으로 확장시키려는 목적으로 맥모니글을 이용하였다. 당시 맥모니글은 초능력자들 사이에서도 원거리를 꿰뚫어보는 초능력자로 정평이 나 있었다. 맥모니글은 미국 국방보안사령부와, 국방정보부에 들어가 센터레인 실험 프로젝트에 참여하여 동물의 초감각을 인간에게도 적용할 수 있는지에 대한 연구를 하게 되었다. 이 와중에 맥모니글의 초능력으로 인해 성과가 얻어지면서 미 육군 정보보안국과 국방정보국은 미 육군 내 초능력을 사용할 수 있는 장병들을 선발한 후 특수 비밀부대를 창설하였다. 맥모니글은 이곳에서 투시능력자 1호로 지정되어 비밀부대 사령관이 되었으며 비밀 부대의 암호는 '스타게이트'였다. 이들은 먼 거리를 투시하거나 예언하였고, 마음을 조종하거나, 각국의 군사정보를 탐색하는데 이용되었다.

## 활동
제2차 세계대전 이후 1950년대 초까지 사회주의 진영과 자본주의 진영 간에 냉전 시대가 도래하였다. 이 시기 미국은 각국의 핵 시설을 알아내기 위하여 첩보전에 주력하였다. 그 시기 중국은 위성을 피해 핵 시설을 만들 수 있는 장소를 물색하였다. 그리하여 중국은 외진 사막에 비밀 핵 시설을 설치하였다. 그러나 미국은 스타게이트 프로젝트에 참여했던 맥모니글에 의해 '롭 로드 사막에 설치된 핵시설을 찾아내는데 성공하였다. 1986년 리비아의 무아마르 카다피 국가원수가 반미 노선을 추구하며 미국에 테러를 가하자 미국은 숨어 지내던 무하마르 카다피의 거처를 초능력으로 찾아내어 공습하는 데 성공하였다. 1987년에는 대원들의 초능력으로 CIA에서 활동하는 이중간첩을 적발하기도 하였다. 스타게이트 비밀부대는 수천건의 임무를 포함하여 대략 250개의 프로젝트를 진행하였다. 이중 맥모니글이 지휘한 프로젝트만 150여가지에 이르렀다. 미국은 이 비밀 초능력부대를 은폐하고자 프로젝트 암호명을 센터레인에서 그릴 프레임, 스타게이트로 변경해왔다.

## 종료
1995년 CIA는 미국연구소(America Institute of Research, AIR)에 스타게이트의 평가를 의뢰했고, 연구소 측은 프로젝트를 종료할 것을 권고했다. 당시 AIR의 데이비드 고슬린(David Goslin)은 보고서에 "지적인(Intelligence, CIA의 가운데 글자) 집단에 어울리는 과학적 정보를 전혀 찾아볼 수 없었다"며 스타게이트를 비난했다.
스타게이트에 참여했던 사람들은 지난 여러 해 동안 자신들이 '마티니-8잔 건수(eight-martini, 결과가 너무나 충격적이어서 밖에 나가 마티니 8잔을 마셔야 마음이 진정된다는 뜻의 속어)'를 여러 번 이루어냈다며 자랑스러워 했다. 그러나 비판론자들은 그 결과라는 것이 대부분 쓸모없는 정보이고 천리안으로 봤다는 광경은 정황서술이 너무 모호하고 일반적이어서 어떤 상황에도 적용될 수 있으므로, 결국 스타게이트는 세금낭비에 불과하다고 주장했다. AIR 측은 최종보고서에서 "스타게이트 프로젝트의 성공사례들은 해당요원이 교육을 받으면서 은연중에 사전지식을 습득한 결과"라고 결론지었다.
결국 CIA는 스타게이트가 정규요원의 활동에 실질적으로 도움이 될 만한 정보를 전혀 제공하지 못했다는 AIR의 권고를 수용하여, 초능력과 관련된 모든 프로젝트를 완전히 종료했다.